# Isolona lebrunii
Isolona lebrunii är en kirimojaväxtart som beskrevs av Raymond Boutique. Isolona lebrunii ingår i släktet Isolona och familjen kirimojaväxter. Inga underarter finns listade i Catalogue of Life.